# Harje
Harje – wieś w Słowenii, w gminie Laško. W 2018 roku liczyła 112 mieszkańców.